# John Laurinaitis
Pour les articles homonymes, voir Laurinaitis.
John Hodger Laurinaitis (né le 31 juillet 1962 à Philadelphie) est un ancien catcheur américain. Il est connu pour son travail à la World Wrestling Entertainment en tant que producteur.
Il catchait auparavant sous le nom de ring Johnny Ace, et lutta pour des promotions telles que la National Wrestling Alliance et la All Japan Pro Wrestling.
Avant de rejoindre la WWE, John Laurinaitis travaillait en tant que cadre pour la World Championship Wrestling.
Il est le frère de Joe Laurinaitis, connu dans le monde du catch sous le nom d'Animal, membre de la légendaire équipe des Road Warriors / Legion of Doom.
En 2016, il épouse Kathy Colace, la mère des catcheuses Brie et Nikki Bella.

## Carrière de catcheur

### Débuts et passage à laMid-Atlantic Championship Wrestling / World Championship Wrestling(1986–1990)
John Laurinaitis commence sa carrière en 1986 où il fait équipe avec son frère Marc. Il part ensuite dans les Carolines travailler à la Mid-Atlantic Championship Wrestling (en) sous le nom de Johnny Ace. Ted Turner rachète cette fédération en 1988 qui devient la World Championship Wrestling (WCW). En 1989, il fait équipe avec Shane Douglas avec qui il forme l'équipe The Dynamic Dudes.

### All Japan Pro Wrestling (1990–2000)
Il a surtout été victime de moqueries à cause de son look.[réf. nécessaire]

### World Championship Wrestling (2000–2001)
Il fait son retour aux Etats-Unis après avoir pris sa retraite des rings en juin 2000. Il devient producteur à la WCW, puis directeur des relations avec les talents et booker.

### World Wrestling Federation/Entertainment (2001-2012)

#### Apparitions diverses (2001-2012)
Il rejoint la WWE en 2001 lorsque celle-ci rachète la WCW en tant que producteur. ll remplace Jim Ross comme directeur puis vice-président des relations avec les talents en juin 2004. Il est chargé de recruter ou de renvoyer les catcheurs et booker les house shows. Il est remplacé par Paul "Triple H" Levesque en 2012 et redevient simple producteur après avoir fait l'objet de nombreuses critiques.
A l'écran, il fait une courte apparition lors du Raw du 22 mars 2010 en séparant Batista et John Cena,et aussi pendant le raw old school le 15 novembre 2010 pour séparer Randy Orton et John Cena. Il apparaît aux côtés de Vince McMahon lors du pay-per-view Money in the Bank (2011) pendant le match entre CM Punk et John Cena.

#### Manager général de RAW et de SmackDown (2011-2012)
Dans les storylines, lors du Raw du 10 octobre, Vince McMahon annonce John Laurinaitis en tant que nouveau manager général par intérim de Raw, après une décision prise par le conseil d'administration de la WWE. Le même soir, Laurinaitis renvoi Jim Ross et réengage The Miz et R-Truth . Au cours des semaines suivantes, il commence à montrer des signes de ce qui pourrait être un face turn lent, puisque le 17 octobre, il présente publiquement ses excuses à Jim Ross, le réembauche et le met dans un match par équipes avec John Cena contre Alberto Del Rio et Michael Cole . Le 24 octobre, il arrête The Miz et R-Truth qui attaquaient John Cena . Toutefois, lors du Raw du 28 novembre, Laurinaitis demande à Alberto Del Rio de se faire disqualifier lors de son match contre CM Punk, solidifiant son statut de heel, mais son plan échoue lorsque l'arbitre est distrait par l'annonceur d'Alberto Del Rio, Ricardo Rodriguez . Lors du Raw du 26 décembre, il annonce à CM Punk qu'il devra affronter 4 catcheurs dans un Gauntlet match (le premier des 4 catcheurs gagnant un WWE Championship Match contre CM Punk lors du Raw du 2 janvier 2012). Il annonce que les 4 participants sont Jack Swagger, Dolph Ziggler, Mark Henry et lui-même. Jack Swagger perd le premier match, mais Laurinaitis interfère, lors du second match, en faveur de Dolph Ziggler, qui porte alors son Zig Zag et gagne le title shot (Mark Henry et Laurinaitis n'ont donc pas à combattre) . Au Raw suivant, le 2 janvier 2012, il distrait CM Punk qui perd par décompte à l'extérieur : Dolph Ziggler ne gagne donc pas le titre . Laurinaitis sera l'arbitre spécial du match opposant CM Punk et Dolph Ziggler, au Royal Rumble, pour le WWE Championship. Lors du Raw du 16 janvier, il admet à Mick Foley qu'il ne sera pas neutre en tant qu'arbitre et qu'il fera en sorte que Punk perde, avant de frapper Foley avec son micro. Lors du Raw du 23 janvier, Punk défie Laurinaitis dans un match. Ce dernier accepte. Plus tard dans la soirée, au moment du match, Laurinaitis annonce que lors du Raw suivant, Triple H sera de retour pour évaluer son travail en tant que General Manager. Il dit ensuite à Punk que ce qu'il a dit à Mick Foley était faux, qu'il était énervé, et qu'il sera bien sûr neutre en tant qu'arbitre au Royal Rumble. Cependant, il ne souhaite plus participer au match et David Otunga, son assistant, attaque alors Punk. Ce dernier s'en débarrasse, et porte son GTS sur Laurinaitis. Au Royal Rumble 2012, Laurinaitis annonce qu'au lieu d'être l'arbitre principal, il sera arbitre à l'extérieur du ring, et fait donc rentrer un autre arbitre. Pendant le match, Laurinaitis fait bannir Vickie Guerrero des abords du ring et vient aider l'arbitre blessé, ignorant ce qui se passe sur le ring et empêchant donc CM Punk de gagner par 3 fois.
Lors du pay-per-view Royal Rumble (2012), Laurinaitis annonce qu'il ne sera qu'arbitre assesseur, mais c'est lui qui fait le décompte final et accorde la victoire à CM Punk, tout en l'applaudissant. Lors du Raw du lendemain, Triple H fait son retour en tant que COO, pour évaluer le travail de Laurinaitis. Au moment où il allait annoncer à ce dernier son renvoi, The Undertaker fait son retour, interrompant Triple H. La semaine suivante, le conseil d'administration de la WWE fait publier une annonce déclarant que John Laurinaitis n'est pas renvoyé.
Lors d'Elimination Chamber (2012), Laurinaitis fait une apparition sur le ring, rejoint par Christian, Mark Henry et Alberto Del Rio, qui critiquent tour à tour le General Manager de SmackDown, Theodore Long, et déclarent vouloir que John Laurinaitis deviennent le General Manager des deux shows. Lors du SuperSmackDown Live du 21 février, John Laurinaitis assiste au match entre CM Punk et Daniel Bryan, qui se termine avec un double tombé. Laurinaitis monte alors sur le ring et proclame Bryan vainqueur. Mais Long monte à son tour, et déclare Punk vainqueur. Une dispute éclate alors entre les deux General Manager. À la suite de leur rivalité, il est annoncé que Long et Laurinaitis vont échanger leurs postes le temps de deux shows  : Laurinaitis passera à WWE SmackDown, et Long à Raw.
Lors du Raw du 5 mars, John Laurinaitis fait une intervention avec David Otunga durant le match opposant Santino Marella à Jack Swagger pour le titre US. Teddy Long est lui aussi présent à ce Raw en tant que General Manager, accompagné d'Aksana et de Kofi Kingston. Santino remporte le championnat grâce à la distraction des deux managers qui se disputent aux abords du ring. Après cela, Laurinaitis prend un micro, furieux de ce qui vient d’arriver. Mais Teddy Long appelle la sécurité et fait escorter Laurinaitis et Otunga en dehors de l'arène. Lors du SmackDown du 9 mars, Laurinaitis, en tant que General Manager d'un soir, décide d'un match entre Kane et Aksana (petite amie de Long). Theodore Long supplie Laurinaitis d'annuler ce match. Ce dernier décide alors d'un match entre lui et Long, et déclare que si Long gagne, Aksana n'affrontera pas Kane. Lors du match en question, Laurinaitis demande à Kane de venir sur le ring, car Teddy Long refuse se coucher. Kane arrive, mais Randy Orton intervient et lui fait un RKO. Long profite de cette distraction pour faire le tombé sur Laurinaitis, et s'enfuit ensuite avec Aksana.
Lors du Raw du 12 mars, un 12-Man Tag Team Match est annoncé pour WrestleMania XXVIII entre la Team Teddy et la Team Johnny, qui déterminera lequel des deux hommes deviendra le General Manager d'à la fois Raw et Smackdown. Alors que Long nomme Santino Marella capitaine de son équipe, Laurinaitis prend David Otunga comme capitaine de la sienne. Après le match handicap de Santino perdu contre Otunga et Mark Henry, ce dernier se rajoute à Team Johnny. Lors du Smackdown du 16 mars, Christian rejoint l'équipe après que Laurinaitis lui ait promis un match de championnat si la Team Johnny gagnait. Il sera cependant remplacé par Drew McIntyre à la suite d'une blessure. Le 19 mars, à Raw, Jack Swagger et Dolph Ziggler rejoignent l'équipe. Lors du Raw du 26 mars, c'est au tour du Miz de rejoindre la Team Johnny, après avoir sauvé Laurinaitis de Santino Marella.
À WrestleMania XXVIII, la Team Laurinaitis bat celle de Theodore Long. John Laurinaitis devient donc le Manager General de RAW et de SmackDown.
Lors du Raw suivant Wrestlemania, Laurinaitis inaugure une nouvelle ère qu'il appelle People Power (Pouvoir du peuple). Lord Tensai (ex A-Train) fait ses débuts et Brock Lesnar fait son retour après huit ans d'absence. Lors du Raw du 9 avril, Laurinaitis annonce d'ailleurs que Lesnar sera dorénavant le nouveau visage de la WWE.
Lors du Raw 30 avril, Laurinaitis annonce à John Cena qu'il sera son adversaire à Over the Limit, avant de le passer à tabac, aidé de Lord Tensai et de Kazma Sakamoto. Lors de l'épisode suivant, on apprend que le conseil d'administration de la WWE a décidé que le match sera en un contre un, que personne ne sera autorisé aux abords du ring, qu'il n'y aura pas d'arbitre spécial, et que Laurinaitis sera viré s'il perd . Lors d'Over the Limit, ce dernier gagne son match à la suite de l'intervention de Big Show (renvoyé quelques jours plus tôt par Laurinaitis), qui porte son Weapon of Mass Destruction sur John Cena.
Lors du Raw du 11 juin, Vince McMahon fait son retour pour évaluer le travail de Laurinaitis, et annonce qu'à No Way Out, si Big Show perd son match contre John Cena, John Laurinaitis sera renvoyé de la WWE. Lors de No Way Out, Big Show perd contre John Cena. Après le match, Vince McMahon licencie donc Laurinaitis en lui hurlant « You're Fired » (T'es viré, en anglais), avant que ce dernier ne subisse un Attitude Adjustement de Cena sur la table des commentateurs espagnols.

#### Apparitions occasionnelles (2013-2022)
Il fait une apparition à SmackDown le 29 mars 2013 et se fait attaquer par The Rock.
Il fait une apparition aux Survivor Series aux côtés de R-Truth, Santino Marella, Los Matadores et Fandango.
il est revenu aux Slammy Award 2013 pour remettre le prix de La recrue de l'année à The Shield.
En mars 2021, il retrouve le poste de vice-président des relations avec les talents jusqu'au 21 juin 2022 où il est démis de ses fonctions, puis licencié en août 2022 (voir plus bas).

## Accusations d'agressions sexuelles
En juin 2022, une enquête interne est lancée où son nom apparait aux côtés de celui du président Vince McMahon pour des relations sexuelles, potentiellement non consenties, avec d'anciennes employées. Il est renvoyé 2 mois plus tard.
En janvier 2024, une de ses anciennes subordonnées, Janel Grant, porte plainte contre lui, McMahon et la WWE pour « aggressions sexuelles, exploitation, proxénétisme et violences psychologiques ». Elle accuse McMahon de l'avoir incitée sous la pression à avoir des relations sexuelles avec Laurinaitis chaque fois que Laurinaitis le demandait. Elle dit également avoir été séquestrée dans un des bureaux et violée par les deux hommes.
En février 2024, il s'exprime par la voix de son avocate et dit être une victime lui aussi. Il accuse Vince McMahon d'avoir usé de son pouvoir pour l'obliger à participer à ces actes.

## Palmarès
- All Japan Pro Wrestling
  - 2 fois AJPW All Asia Tag Team Champion avec Kenta Kobashi
  - 4 fois champion du Monde unifié par équipes de la AJPW avec Kenta Kobashi (2), Mike Barton (1) et Steve Williams (1)
  - January 2nd Korakuen Hall Heavyweight Battle Royal Winner (1991)
  - 13 fois champion poids lourds de la OWF
- Championship Wrestling from Florida
  - 2 fois champion par équipes de la FCW avec The Terminator
- International Championship Wrestling Alliance
  - 1 fois champion poids lourds de Floride de la ICWA
- Autres titre
  - 2 fois champion par équipes de Floride de la PWF avec The Terminator
- World Wrestling Entertainment
  - Slammy Awards 2011 de l'Exclusive de l'année sur WWE.com

## Récompenses de magazines
- Pro Wrestling Illustrated

| Année     | 1991   | 1992   | 1993   | 1994   | 1995   | 1996   | 1997   | 1998   | 1999   | 2000   |
| Rang      | 195    | 295    | 478    | 116    | 108    | 153    | 77     | 106    | 108    | 146    |
| Référence | [ 40 ] | [ 41 ] | [ 42 ] | [ 43 ] | [ 44 ] | [ 45 ] | [ 46 ] | [ 47 ] | [ 48 ] | [ 49 ] |

- Wrestling Observer Newsletter
  - 5 Star Match avec Steve Williams fave à Mitsuharu Misawa et Kenta Kobashi  à la AJPW le 4 mars 1995
  - 5 Star Match avec Steve Williams face à Mitsuharu Misawa et Jun Akiyama à la AJPW le 17 juillet 1996
  - Match of the Year (Match de l'année) (1996) avec Steve Williams face à Mitsuharu Misawa et Jun Akiyama

## Vie privée
- John Laurinaitis est le frère cadet du catcheur Joe Laurinaitis, plus connu sous le nom de « Road Warrior Animal ».
- Il est également l'oncle de l'ancien joueur de football américain, James Laurinaitis.
- Il est, dans la vraie vie, le beau-père de Brie Bella et Nikki Bella.
- John Laurinaitis est le père de Maya Laurinaitis.